# 10055 Silcher
10055 Silcher è un asteroide della fascia principale. Scoperto nel 1987, presenta un'orbita caratterizzata da un semiasse maggiore pari a 2,9600579 UA e da un'eccentricità di 0,0542961, inclinata di 0,46400° rispetto all'eclittica.